# Asterogyne martiana
Asterogyne martiana là loài thực vật có hoa thuộc họ Arecaceae. Loài này được (H.Wendl.) H.Wendl. ex Drude mô tả khoa học đầu tiên năm 1889.

## Hình ảnh

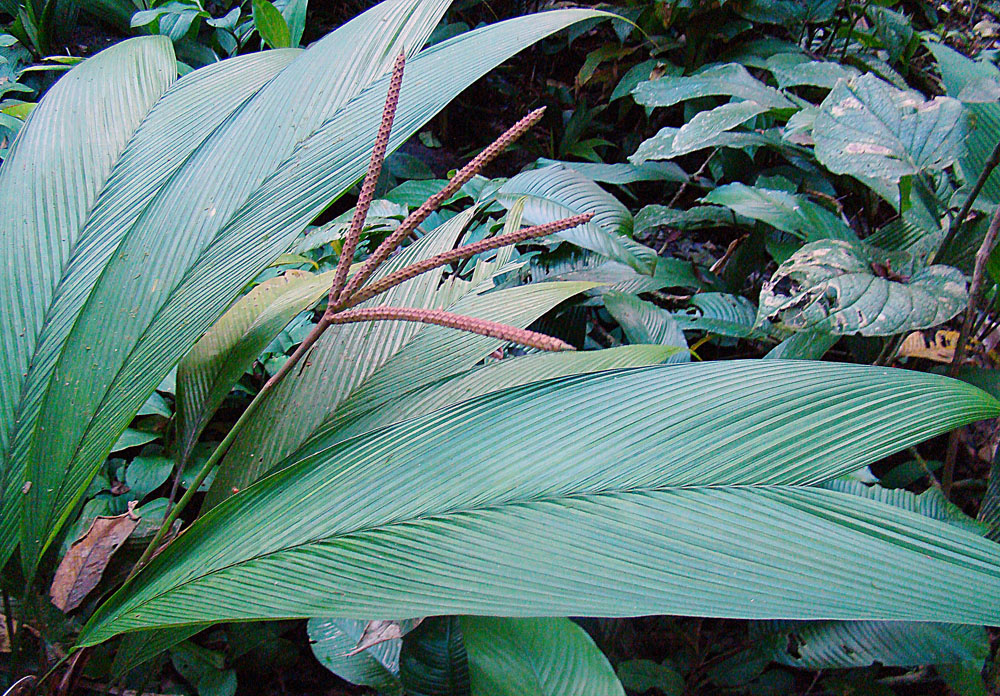